# Кубок Туркменістану з футболу 2021
Кубок Туркменістану з футболу 2021  — 30-й розіграш головного кубкового футбольного турніру у Туркменістані. Титул володаря кубка вдруге здобув Шагадам.

## Календар
| Раунд      | Дата             | Матчі | Клуби |
| ---------- | ---------------- | ----- | ----- |
| 1/4 фіналу | 5 листопада 2021 | 4     | 8 → 4 |
| 1/2 фіналу | 7 грудня 2021    | 2     | 4 → 2 |
| Фінал      | 22 грудня 2021   | 1     | 2 → 1 |

## 1/4 фіналу
| Команда 1        | Рахунок      | Команда 2  |
| ---------------- | ------------ | ---------- |
| 5 листопада 2021 |              |            |
| Небітчі          | 2:2 пен. 3:4 | Алтин Асир |
| Ашгабат          | 1:2          | Ахал       |
| Мерв             | 1:3          | Шагадам    |
| Енергетик        | 1:1 пен. 3:4 | Копетдаг   |

## 1/2 фіналу
| Команда 1     | Рахунок | Команда 2 |
| ------------- | ------- | --------- |
| 7 грудня 2021 |         |           |
| Алтин Асир    | 1:2     | Ахал      |
| Шагадам       | 1:0     | Копетдаг  |

## Фінал
| 22 грудня 2021 |

| Ахал       | 0:1      | Шагадам |
| ---------- | -------- | ------- |
| Аширов 21' | Протокол |         |

| Шагадам, Туркменбаші Арбітр: Ресул Мамедов |